# Vukszán vára
Vukszán vára (horvátul: Vuksanova gradina) egy várrom Horvátországban, Likában, a Gospićhoz tartozó Počitelj település területén.

## Fekvése
Počitelj falu Vuksani nevű településrésze felett délre emelkedő 741 méter magas Gradina-hegyen találhatók maradványai.

## Története
Vukszán vára a középkori Lika egyik legjelentősebb helye volt. Ismert, hogy IV. Béla magyar király 1263-ban itt tanácskozott a Mogorović nembeli Petar Tolimirović likai ispánnal. A vár alatti falut ekkor említik először „Pochitel” alakban. A név a latin „citattella” (fellegvár) horvátosodott változatából (čitelj) származhat, melyhez az alatt jelentésű „pod” elöljárószó járult. A király a Lika megye végében lévő korábbi megyeszékhelyet, szerette volna a megye közepére áttenni. Ennek érdekében a megye északnyugati részén lévő birtokait elcserélte Tolimirović itteni birtokaira, majd a Vuksani feletti 741 méter magas Gradina hegyen várat kezdett építeni. A vár a 13. század végére épült fel. Alatta fejlődött ki egy nagyobb előváros, ahol kereskedők és kézművesek éltek, míg a várjobbágyok és szolgálónépek a közeli falvakban épített házakban laktak. Ez akkoriban teljesen szokványos volt. Počiteljtől délkeletre feküdt Kukljić ahol a Mogorović család leszármazottai laktak, erődített udvarházuk a Lika partján állt. A vár 1332-ben Gjuro Vlatković tulajdona, majd 1345-ben Ivan Nelipić cetini grófé, 1371-ben pedig Bellanti Péter buskai és počitelji grófé. A horvát főurak Mária magyar királynő elleni lázadása idején a vár ura Palizsnai János vránai perjel volt. 1387-ben a királynő hű, magyar főurakat is ebben a várban tartották fogságban. Végül Zsigmond király híve, Frangepán V. János gróf ostrom alá fogta a várat, majd kiéheztetéssel kikényszerítette átadását. Ezután 1393-ban az itteni fogságból kiszabadult korbáviai Kurjákovics grófok szerezték meg a várat és megtartották egészen 1527-ig, amikor török kézre került. A falu 1689-ben szabadult fel a török uralom alól, de a vár sorsa ismeretlen. Valószínűleg a törökellenes harcokban pusztult el.

## A vár mai állapota
A Vuksani nevű településrész feletti 741 méter magas hegyen találhatók Počitelj (más néven Vukszán) középkori várának romjai. A vár szerkezete Ivan Devčić horvát történész és publicista 20. század eleji leírásából ismert. Eszerint a vár legjelentősebb objektuma a hegy csúcsán elhelyezkedő lakótorony volt, melyet fal övezett feltehetően egy kaputoronnyal. A lakótorony a legnagyobb méretű volt az akkori Horvátország és Szlavónia területén. Másik jelentős épülete a szintén fallal övezett várpalota volt. A vár területét egy szakadék vágta ketté, amelyen át híd ívelhetett át. A 20. század elején még a nagyobbik épület nyílászáróinak maradványai felismerhetők voltak. Az építmény falai belülről már elpusztultak, de kívülről még 8 m magasan álltak. Az épület közelében mintegy 4 méternyi távolságra, Devčić egy ciszternát is látott. A nagy épület mellett egy kisebb építmény maradványai is látszódtak. A védőfal a kisebb épülettől húzódott nyugati irányba a nagyobb épületig. A falak itt egy udvart határoltak. A harmadik épület maradványai az északi fal előtt voltak. A Devčić által közölt adatokat, a közelmúlt háborús cselekményei miatt, nem lehetett ellenőrizni, mivel a vár környéke alá van aknázva, így megközelítése életveszélyes.